# Ischnovalgus albosquamosus
Ischnovalgus albosquamosus är en skalbaggsart som beskrevs av Leon Fairmaire 1887. Ischnovalgus albosquamosus ingår i släktet Ischnovalgus och familjen Cetoniidae. Inga underarter finns listade i Catalogue of Life.